# Torre de Canyamel
Der Torre de Canyamel (kastilisch Torre de Cañamel ‚Zuckerrohrturm‘) ist ein ehemaliger Flucht- und Wehrturm aus dem 13. Jahrhundert nahe der Ostküste der spanischen Baleareninsel Mallorca. Er befindet sich im Gemeindegebiet von Capdepera, etwa vier Kilometer südwestlich der Stadt Capdepera. Bis in die Mitte des 15. Jahrhunderts hieß der Torre de Canyamel nach der Familie Montsó, die ihn errichten ließ, Torre d’en Montsó. Heute ist in dem von Wirtschaftsgebäuden umgebenen Turm ein kleines Museum untergebracht.

## Lage

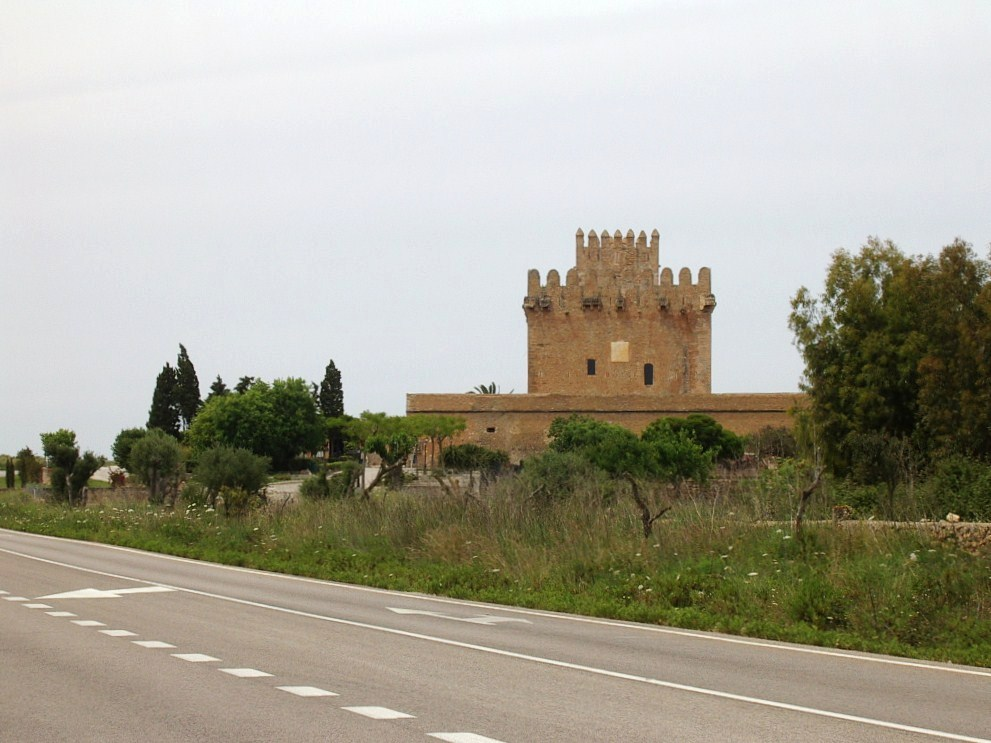
Der Turm an der Straße nach Canyamel

Der Torre de Canyamel steht auf einer Höhe von fast 50 Metern im Valle de Canyamel („Zuckerrohrtal“), das im Mittelalter die Bezeichnung Valle de Gabellí trug. Noch heute nennen sich die Einwohner Capdeperas Gabellíns, der Turm ist eng mit der Geschichte der Stadt verknüpft. Das fruchtbare Tal zwischen den Höhenzügen der Serra de Son Jordi und des Puig Negre liegt südlich Capdeperas, bewässert durch den Torrent de sa Farinera (auch Torrent de Canyamel), einem Sturzbach, katalanisch Torrent, mit seinen Zuflüssen.
Etwa drei Kilometer südöstlich des Torre de Canyamel mündet der Torrent de sa Farinera ins Mittelmeer. Vor der dortigen touristischen Siedlung Canyamel befindet sich der nach dieser benannte Strand Platja de Canyamel. Er liegt an einer Meeresbucht zwischen dem Cap Vermell und dem Cap des Pinar, dem Küstenabschnitt, zu dessen Schutz der Torre de Canyamel errichtet wurde. Nach Westen erweitert sich das Tal entlang des Torrent de sa Farinera bis hinter die Stadt Artà, in maurischer Zeit Hauptort des Distrikts Yartân, danach Gemeindesitz der Großgemeinde Artà, zu der bis 1858 auch Capdepera und das südlich angrenzende Son Servera gehörten. Noch heute sind die Höhlen Coves d’Artà an der Küste bei Canyamel nach der ehemaligen Gemeindehauptstadt benannt.

## Beschreibung
Der mittelalterliche Bau des Torre de Canyamel aus Stein, Mörtel und Lehm im Stil der Gotik ist etwa 23 Meter hoch und besitzt drei Geschosse. Seine Grundfläche bildet mit je 16,5 Metern Länge wie Breite ein exaktes Quadrat. Die Außenmauern sind im Erdgeschoss etwa 1,0 Meter, im Obergeschoss etwa 0,7 Meter stark. Vom Eingang des Turms an der Südostseite betritt man das sieben Meter hohe Erdgeschoss. Es wird durch zwei in gleicher Richtung parallel zu den Außenwänden verlaufende Mauern in drei Räume unterteilt. An den Decken finden sich gotische Spitzbögen, die Außenwände besitzen mehrere Schießscharten. An einer der Außenwände ist in zwei Metern Höhe eine 1 Meter breite und 2,5 Meter hohe Aussparung zu erkennen. Dieser ursprüngliche Eingang des Turmes war aus Sicherheitsgründen nur über eine Leiter erreichbar, die heraufgezogen werden konnte.

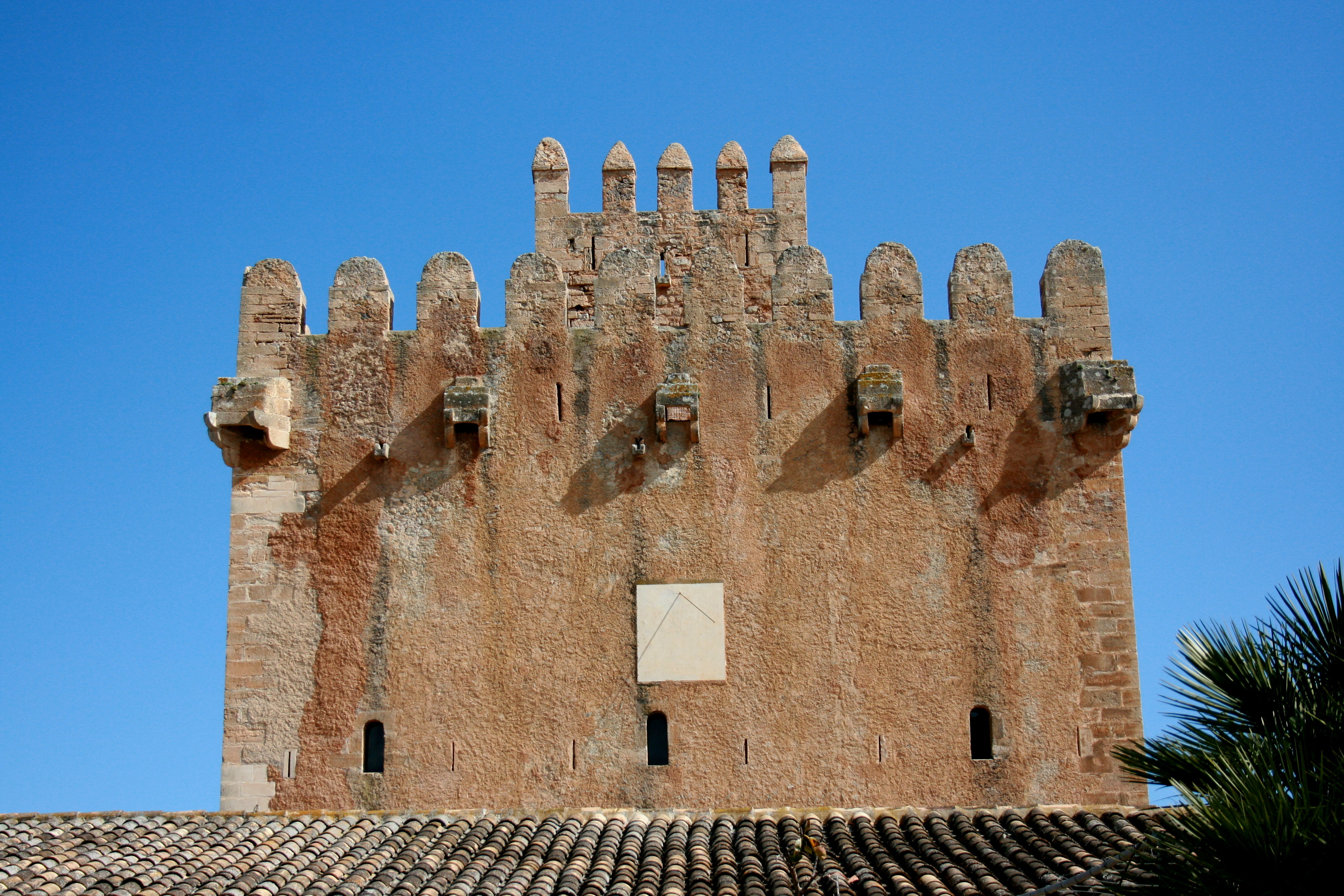
Obergeschoss des Torre de Canyamel

Zum Obergeschoss, das ebenfalls in drei Räume unterteilt ist, führt eine schmale Wendeltreppe. Durch die 30 Zentimeter schmaleren Außenwände ist die Grundfläche der Räume hier etwas größer als im Untergeschoss. Neben den Schießscharten befinden sich in den Außenwänden des Obergeschosses auch Fenster. Auf das Dachgeschoss führte ursprünglich keine Treppe, eine Aussparung in der Decke war nur über Leitern oder Seile erreichbar. Um den Zugang für Besucher besser zu ermöglichen, wurde in neuerer Zeit eine kleine Treppe zur Dachterrasse installiert.
Die Brustwehr des Dachgeschosses ist an allen vier Seiten des Turmes mit Zinnen versehen. Aus der Mitte der Dachterrasse ragt ein etwa fünf Meter hoher kleinerer Turm heraus, der ebenfalls mit Zinnen bewehrt ist. Im Gegensatz zum eigentlichen Turmbau sind die Maße des Turmaufsatzes nicht quadratisch, sondern bilden mit 4,5 Meter × 5,25 Meter ein Rechteck. Von der Höhe des kleinen Turmes auf dem Dachgeschoss hat man einen weiten Blick, nach Südosten bis zur Küste. Dies verhinderte in der Vergangenheit Überraschungsangriffe, weshalb der Torre de Canyamel als uneinnehmbar galt. Es hält sich die Legende, dass er nie in feindliche Hände fiel.

## Geschichte

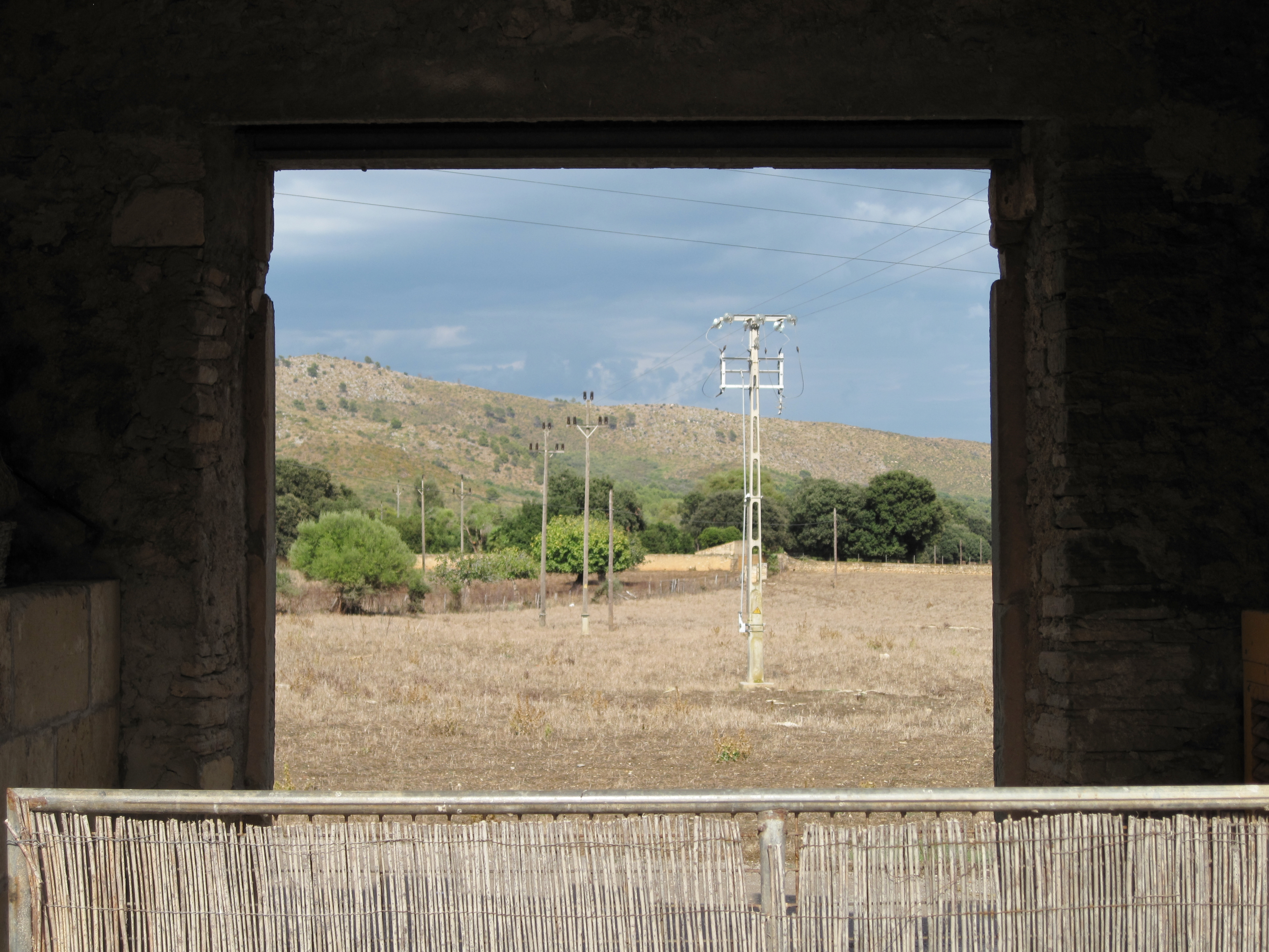
Landschaft nordöstlich des Turmes

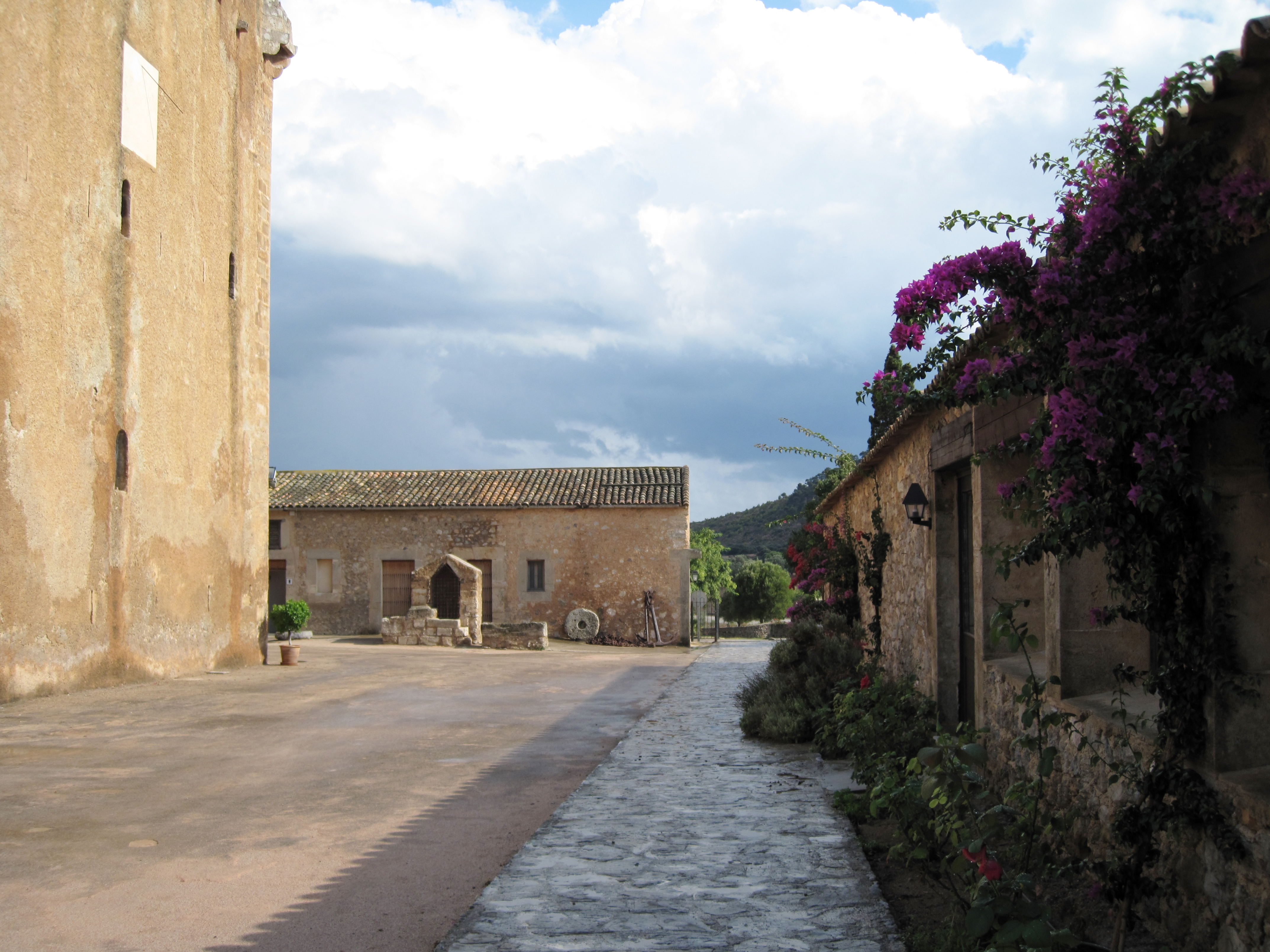
Teil des Wirtschaftshofes

Nach der Eroberung Mallorcas durch König Jaume I. für die Krone Aragon im Jahr 1229 wurden die Ländereien unter die bei der Inbesitznahme der Insel beteiligten katalanischen Adligen aufgeteilt. Dabei erhielten die Familien Nunis und Montsó Land im östlichen Teil des Distrikts Yartân, dem Gebiet der heutigen Gemeinde Capdepera. Um die Insel gegen Angriffe von See zu sichern, legten die neuen Grundeigentümer Wehrtürme entlang der Küste an. Dazu zählten der Torre d’en Nunis innerhalb der späteren „Festung“ von Capdepera (Castell de Capdepera) und der Torre d’en Montsó im Valle de Gabellí. Letzterer stand auf den Gütern der Familie Montsó und wurde 1237 erbaut, möglicherweise auf den Fundamenten eines maurischen Vorgängerbaus.
Die Wehrtürme Mallorcas dienten weniger der Verteidigung vor Angriffen größerer feindlicher Streitkräfte, als dem Schutz der katalanischen Neusiedler auf der Insel vor Piraten, die die Küsten des westlichen Mittelmeeres plünderten, und deren Abwehr. Die Türme reichten als Zufluchtsstätten jedoch bald nicht mehr aus, so dass Jaume II., von 1276 bis 1311 König von Mallorca, im Jahr 1300 die Gründung und Befestigung des Ortes Capdepera anordnete. Um den Torre d’en Nunis entstand eine Befestigungsmauer, die bis 1387 fertiggestellt wurde. Innerhalb der Schutzmauer errichtete man neue Häuser und seit 1316 eine Kirche, die zunächst dem heiligen Petrus geweihte Kapelle der Nuestra Senyora de la Esperanza, die bis 1703 mehrmals um- und ausgebaut wurde. Die Bedeutung des vier Kilometer südwestlich gelegenen Torre d’en Montsó nahm dadurch ab, seiner Nutzung nach blieb er jedoch Zufluchtsort für die Bewohner der unmittelbaren Umgebung.
Dies änderte sich im 15. Jahrhundert mit dem Niedergang des Rittertums und der Erfindung der Feuerwaffen, denen die Turmbefestigung weniger entgegenzusetzen hatte. Zudem nahm die Gefahr der Angriffe durch Piraten in dieser Zeit deutlich ab. Der Torre d’en Montsó wurde in ein Wohnhaus umfunktioniert, diente aber auch als Lager für das im umgebenden fruchtbaren Tal zeitweise angebaute Zuckerrohr oder Unterstellmöglichkeit für landwirtschaftliche Geräte. Für die verschiedenen Nutzungsarten gab es häufige Um- und Anbauten, die an der Grundstruktur der Decken und Wände noch zu erkennen sind. Vom Zuckerrohr, das von dem lokalen Grundbesitzer nach Erteilung einer Konzession durch König Joan II. von Aragón ab 1428 sieben Jahre lang angebaut wurde, erhielt der Turmbau seinen bis heute gebräuchlichen Namen Torre de Canyamel. Das Wort Canyamel ist abgeleitet vom katalanischen canya de mel (kastilisch cana de miel) und bedeutet wörtlich „Rohr aus Honig“.
Um den Torre de Canyamel wurden seiner nun vorwiegend landwirtschaftlichen Nutzung entsprechend Wirtschaftsgebäude errichtet. Diese stehen zu großen Teilen noch in der Gegenwart, andere, auch an den Turm angebaute, wurden wieder entfernt. Im Gebäude der ehemaligen Ölmühle südwestlich des Turmes befindet sich heute ein Restaurant. Das Erdgeschoss des Torre de Canyamel beherbergt ein privates Museum kleiner landwirtschaftlicher Geräte sowie Geräten aus Haushalt und Küche. Daneben werden diverse Produkte, wie Honig, Oliven, Olivenöl, Schnäpse und Weine aus der noch immer betriebenen Hofbewirtschaftung zum Verkauf angeboten. Im Obergeschoss sind einige größere Ausstellungsstücke untergebracht, wie beispielsweise ein alter Webstuhl mit Zubehör. An den Wänden sind mehrere alte Waffen, wie Säbel, Schwerter und Messer, zu sehen.

## Zugang
Die Straße zwischen Son Servera und Capdepera, die MA-4040, kreuzt etwa drei Kilometer vor Capdepera von Artà kommend die Straße MA-4042. Begibt man sich auf dieser nach Südosten in Richtung Küste und folgt nicht der nach links abbiegenden Hauptstraße, sondern bleibt auf der geradeaus führenden Straße, so gelangt man nach fast einem Kilometer an den linksseitigen Standort des Torre de Canyamel. Vor den Wirtschaftsgebäuden, die den Turm umgeben, gibt es gebührenfreie Parkplätze.